# Ana Ofelia Murguía
Ana Ofelia Murguia est une actrice mexicaine née le 8 décembre 1933 à Mexico où elle meurt le 31 décembre 2023.

## Biographie
Ana Ofelia Murguia naît à Mexico en 1933,  et est principalement connue au Mexique. Elle joue pendant sept décennies dans plus de 100 rôles à la scène, au cinéma et pour la télévision.
Jeune, elle suit des cours de théâtre à la National School of Theatre Arts du Mexique. En 1954, elle décroche un premier rôle au théâtre dans la pièce Trial By Fire. Dix ans plus tard, elle obtient un premier rôle pour le cinéma dans le film Transit (1964).
Elle interprète son dernier rôle dans la série José José : El Príncipe de la Canción, un biopic fictif sur un chanteur pop mexicain.
Ana Ofelia Murguia remporte le prix de la meilleure actrice dans un second rôle aux Ariel Awards, les prix d'acteur les plus importants du Mexique, en 1979, 1986 et 1996 pour des films tels que La Reina de la Noche (La Reine de la Nuit), narrant la vie d’une artiste de cabaret qui retrouve la vie au Mexique après avoir fui l'Allemagne nazie. 
Elle reçoit encore trois autre nominations de plus pour la meilleure actrice dans un second rôle. Ana Ofelia Murguia détient un temps le record de la meilleure actrice sans victoire, après avoir reçu cinq nominations. En 2011, Murguía remporte le prix Golden Ariel pour l’ensemble de sa carrière, prix attribué à des personnalités importantes pour l'industrie cinématographique mexicaine.

En avril, en se voyant décernée la Medalla Cátedra Bergman (la médaille de la chaire Ingmar Bergman) de l'Université nationale autonome du Mexique pour ses contributions à l'industrie, Murguia confie au public : 

« Le fait d’avoir pu jouer a été la passion de ma vie, je n'ai jamais travaillé pour recueillir un prix. J'ai toujours adoré ce métier, que j'ai rencontré par pur hasard. Je suis heureuse. Je me sens une femme très chanceuse. »

Au moment de sa mort, Ana Ofelia Murguia est l'une des dernières stars de l'âge d'or du cinéma mexicain des années 1940 et 1950.
Ana Ofelia Murguia meurt le 31 décembre 2023 à Mexico à l’âge de 90 ans.

## Filmographie

### Cinéma
- 1968 : Pax?
- 1970 : El Juego de Zuzanka : Voz de Zuzanka
- 1971 : Para servir a usted
- 1971 : El Águila descalza : l'employée de l'usine
- 1973 : El Profeta Mimi : Catita la prostituée
- 1976 : México, México, ra ra ra
- 1976 : El Apando : Celadora
- 1976 : Las Poquianchis : Eva
- 1977 : Maten al león : Esperanza de Pereira
- 1977 : La Viuda negra
- 1978 : Pedro Páramo : Damiana Cisneros
- 1978 : Naufragio : Amparo
- 1979 : Cadena perpetua : Mme Romero
- 1979 : Amor libre : la femme d'Ernesto
- 1979 : María de mi corazón : Dr Murguia
- 1980 : Constelaciones : Juan Inés de la Cruz
- 1981 : Ora sí tenemos que ganar
- 1984 : El Corazón de la noche
- 1984 : Dune : une serveuse au palace
- 1985 : Mexicano ¡Tú puedes! : une bureaucrate
- 1985 : Los Motivos de Luz : la belle-mère de Luz
- 1986 : Chido Guan, el tacos de oro : Doña Meche
- 1986 : ¿Cómo ves? : la mère
- 1986 : Las Inocentes
- 1987 : Gaby : une infirmière
- 1987 : Los Confines : la mère de Natalia
- 1989 : Goitia, un dios para sí mismo
- 1990 : Morir en el golfo : Chiara
- 1991 : Intimidad
- 1991 : El Jinete de la divina providencia
- 1991 : Diplomatic Immunity : Mayan
- 1992 : Mi querido Tom Mix : Joaquina
- 1994 : Que no quede huella
- 1994 : Le Jardin de l'Eden : Juana
- 1994 : La Reine de la nuit : Doña Victoria
- 1994 : Ámbar : Mlle Buschberger
- 1995 : Personne ne parlera de nous quand nous serons mortes : Doña Amelia
- 1995 : Morena : Vecina
- 1996 : El Anzuelo : Doña Rosa
- 1996 : De muerte natural : Jovita
- 1997 : De noche vienes, Esmeralda : Doña Beatriz
- 1998 : Luces de la noche : Doña Mary
- 1999 : Ave María : Ursula
- 2000 : Sexo por compasión : Vendedora de Colmado
- 2001 : Su alteza serenísima : La Salamandra
- 2001 : Pachito Rex
- 2001 : Escrito en el cuerpo de la noche : Dolores
- 2001 : Otilia Rauda : une serveuse
- 2004 : El Edén
- 2005 : Hijas de su madre: Las Buenrostro : Doña Tere
- 2006 : Bandidas : Consuelo
- 2007 : Paupières bleues : Lulita
- 2007 : El Viaje de la nonna : Nonna
- 2008 : Arráncame la vida : Clarita
- 2008 : Venganza : Doña Amelia
- 2010 : Te extraño
- 2010 : Las Buenas Hierbas : Blanquita
- 2010 : El mar muerto : La Madrina
- 2011 : La Brújula la lleva el muerto : Doña Chelo
- 2012 : Fecha de caducidad : Ramona
- 2013 : Tercera Llamada
- 2017 : Coco : Máma Coco

### Télévision
- 1968 : El Padre Guernica (3 épisodes)
- 2003 : La Hija del jardinero : Doña Rigoberta Rondon (4 épisodes)
- 2012 : Quererte así : Yuridia Dominguez (1 épisode)
- 2015 : Mozart in the Jungle : Nana Graciela (1 épisode)